# جوزفين هوبر
جوزفين هوبر (بالإنجليزية: Josephine Hopper)‏ هي رسامة وعارضة أمريكية، ولدت في 18 مارس 1883 في مانهاتن في الولايات المتحدة، وتوفيت في 6 مارس 1967.